# Тамагояки
Тамагояки, тамаго-яки (яп. 卵焼き или 玉子焼き, «жареноe яйцо», также называется ацуяки-тамаго) — блюдо японской кухни, сладкий или пряный омлет. Готовится тонкими слоями, которые один за другим с помощью палочек сворачивают в рулет. Как правило, его готовят в прямоугольной сковороде макиякинабэ.

## Описание
Существует несколько вариантов тамагояки по используемым ингредиентам. Чаще всего яйца смешиваются с сахаром, соевым соусом. В некоторых рецептах может включаться саке, мирин, в варианте под названием дасимаки-тамаго к яйцам добавляют бульон даси. Есть вариант, в котором из смеси яиц, саке, пюре из креветок, тёртого горного ямса готовят подобие пирога.
Тамагояки подается по всему миру в составе нигири, а также суши-роллов. В Японии его едят как самостоятельное блюдо на завтрак, включают в бэнто и используют для готовки других блюд. Во время ужина из суши или сашими тамагояки обычно едят под конец, по сути, на десерт.
В Японии есть похожие блюда, отличающихся от тамагояки способом приготовления, такие как усуяки-тамаго (тоньше тамагояки), кинси-тамаго (в виде тонких нитей) и ири-тамаго (как яичница).

## История
Тамагояки в своём нынешнем виде появился в японской кухне сравнительно недавно, в конце второй половины XIX века. В Японии яйца практически не употребляли вплоть до периода Эдо (1603—1868), а в кулинарных книгах рецепты из яиц начали появляться только в середине-конце XVIII века, и в них не было рецепта тамагояки, поскольку мирин и сахар, необходимые, чтобы блюдо оставалось мягким и нежным и не превращалось в «резину», были доступны только для состоятельных японцев. Даже когда в начале XX веке сахар стал гораздо дешевле, яйца оставались дорогим продуктом вплоть до 1950-х годов, и только после этого времени тамагояки стал стандартным элементом бэнто.
В 1960-х годах существовала поговорка: «Тайхо, Кёдзин и тамагояки — три самые любимые вещи у японских детей». Тайхо — величайший борец сумо, Кёдзин — популярная японская бейсбольная команда.

## Галерея
- Прямоугольная сковорода макиякинабэ
- Готовый тамагояки в продаже
- Тамагояки в составе суши
- Бэнто с тамагояки